# Elizabeth Jane Howard
Elizabeth Jane Howard, CBE (geboren 26. März 1923 in London; gestorben 2. Januar 2014 in Bungay, Suffolk) war eine britische Schriftstellerin.

## Leben
Elizabeth Jane Howard wurde in eine wohlhabende Holzhändlerfamilie geboren. Sie arbeitete unter anderem als Model, Schauspielerin und als Moderatorin. 1951 gewann Howard den John Llewellyn Rhys Prize für ihren ersten Roman The Beautiful Visit. Viele ihrer 15 Romane wurden von den Kritikern gut aufgenommen, doch ihre Bekanntheit gründete sich vor allem auf die Cazalet Chronicles, eine Saga über das Leben von drei Generationen einer großbürgerlichen Familie zwischen 1937 und 1957.
Sie führte drei Ehen, darunter mit Peter Markham Scott und von 1965 bis 1983 mit Kingsley Amis. Zu ihren Verehrern gehörten Arthur Koestler, Laurie Lee und Cecil Day Lewis.
Im Jahr 2000 wurde sie zum Commander of the British Empire ernannt.

## Werke
- The Beautiful Visit. Jonathan Cape. 1950.
- We Are for the Dark: Six Ghost Stories. Jonathan Cape. 1951
- The Long View. Jonathan Cape. 1956
- The Sea Change. Jonathan Cape. 1959
- After Julius. Jonathan Cape. 1965
- Something in Disguise. Jonathan Cape. 1969
- Odd Girl Out. Jonathan Cape. 1972
- Mr. Wrong. Jonathan Cape. 1975.
- Getting It Right. Hamish Hamilton. 1982
- The Light Years. The Cazalet Chronicles I. Macmillan Publishers. 1990
  - Die Jahre der Leichtigkeit. Roman. Die Chronik der Familie Cazalet. Band 1. Aus dem Englischen übersetzt und mit Anmerkungen versehen von Ursula Wulfekamp. dtv Verlagsgesellschaft, München 2018
- Marking Time. The Cazalet Chronicles II. Macmillan. 1991
  - Die Zeit des Wartens. Roman. Die Chronik der Familie Cazalet. Band 2. Aus dem Englischen übersetzt und mit Anmerkungen versehen von Ursula Wulfekamp. dtv Verlagsgesellschaft, München 2018
- Confusion. The Cazalet Chronicles III. Macmillan. 1993
  - Die stürmischen Jahre. Roman. Die Chronik der Familie Cazalet. Band 3. Aus dem Englischen übersetzt und mit Anmerkungen versehen von Ursula Wulfekamp. dtv Verlagsgesellschaft, München 2019
- Casting Off. The Cazalet Chronicles IV. Macmillan. 1995
- Falling. Macmillan. 1999
- Slipstream. Macmillan. 2002
- Three Miles Up and Other Strange Stories.
- Love All. Macmillan. 2008
- All Change. The Cazalet Chronicles V. Macmillan. 2013